# Дуброво (Оханский район)
Дуброво — село в Оханском городском округе Пермского края России.

## Географическое положение
Село расположено в западной части Оханского городского округа на расстоянии примерно 22 километров по прямой на запад от города Оханск на дороге Оханск-Большая Соснова.

## История
Известно с 1614 года. Изначально называлось починком «Под Чудским городищем». В 1629 году упоминалось уже как деревня Дальняя Дуброва. Первая деревянная Георгиевская церковь появилась здесь в конце XVII -начале XVIII века. Долгие годы в советский период истории здесь существовал колхоз «Ленинский путь». С 2006 по 2018 год являлось центром Дубровского сельского поселения Оханского района. После упразднения обоих муниципальных образований стало рядовым населённым пунктом Оханского городского округа.

## Климат
Климат умеренно континентальный. Наиболее тёплым месяцем является июль, средняя максимальная температура которого 24,8 °C, а самым холодным январь со среднемесячной температурой — −17,3 °C. Среднегодовая температура 2,1 °C.

## Население
Постоянное население составляло 1008 человек (95 % русские) в 2002 году, 1075 человек в 2010 году.

## Инфраструктура
В селе имеется школа, дом культуры, 7 магазинов и Дубровский психо-неврологический интернат. Георгиевская церковь находится в руинированном виде.